# 2-forme de courbure
La 2-forme de courbure est une forme différentielle induite par une forme de connexion sur un fibré principal dans le domaine de la géométrie différentielle.

## Définition
Soient :
- {\displaystyle G}, un groupe de Lie ;
- {\displaystyle {\mathfrak {g}}:=\mathrm {Lie} (G):=T_{e}G}, l'algèbre de Lie de {\displaystyle G} ;
- {\displaystyle B}, une variété différentielle ;
- {\displaystyle \pi :P\to B}, un {\displaystyle G}-fibré principal sur {\displaystyle B} ;
- {\displaystyle \mathrm {Ad} :G\to \mathrm {Aut} ({\mathfrak {g}})}, la représentation adjointe de {\displaystyle G} sur son algèbre de Lie {\displaystyle {\mathfrak {g}}} ;
- {\displaystyle \mathrm {Ad} P:=P\times _{\mathrm {Ad} }{\mathfrak {g}}}, le fibré adjoint de {\displaystyle P} sur {\displaystyle B} ;
- {\displaystyle \wedge :\Omega ^{p}(P;\mathbb {R} )\times \Omega ^{q}(P;\mathbb {R} )\to \Omega ^{p+q}(P;\mathbb {R} )} le produit extérieur sur les {\displaystyle k}-formes différentielles réelles sur {\displaystyle P} ;
- {\displaystyle [\cdot ,\cdot ]:{\mathfrak {g}}\times {\mathfrak {g}}\to {\mathfrak {g}}} le crochet de Lie sur l'algèbre de Lie {\displaystyle {\mathfrak {g}}} ;
- {\displaystyle [\cdot \wedge \cdot ]:\Omega ^{p}(P;{\mathfrak {g}})\times \Omega ^{q}(P;{\mathfrak {g}})\to \Omega ^{p+q}(P;{\mathfrak {g}})} le produit wedge-crochet sur les {\displaystyle k}-formes différentielles à valeurs en {\displaystyle {\mathfrak {g}}} sur {\displaystyle P}, défini par les combinaisons linéaires de :
{\displaystyle [(\alpha _{1}\otimes \xi _{1})\wedge (\alpha _{2}\otimes \xi _{2})]:=(\alpha _{1}\wedge \alpha _{2})\otimes [\xi _{1},\xi _{2}],\qquad \forall \alpha _{1}\in \Omega ^{p}(P;\mathbb {R} ),\;\alpha _{2}\in \Omega ^{q}(P;\mathbb {R} ),\;\xi _{1},\xi _{2}\in {\mathfrak {g}}} ;
- {\displaystyle A\in \Omega ^{1}(P;{\mathfrak {g}})}, une 1-forme de connexion sur {\displaystyle P}.

La 2-forme de courbure sur {\displaystyle P} de la 1-forme de connexion {\displaystyle A} est par définition :
{\displaystyle F_{A}^{\sharp }=(dA)_{\mathrm {hor} }=(dA)(\mathrm {hor} (\cdot ),\mathrm {hor} (\cdot ))}.
La 2-forme de courbure sur {\displaystyle P} peut aussi s'écrire comme :
{\displaystyle F_{A}^{\sharp }:=dA+{\frac {1}{2}}[A\wedge A]\in \Omega ^{2}(P;{\mathfrak {g}})}.

La 2-forme de courbure étant une forme basique, elle descend à la 2-forme de courbure sur {\displaystyle B} :
{\displaystyle F_{A}\in \Omega ^{2}(B;\mathrm {Ad} P)}.

## Exemples
En préquantification, la 2-forme de courbure du fibré préquantique est proportionnelle à la forme symplectique.
Le tenseur électromagnétique de Maxwell est la 2-forme de courbure d'une connexion venant d'un {\displaystyle \mathrm {U} (1)}-fibré principal sur l'espace-temps.
Dans la théorie de jauge, la théorie de Yang-Mills, la théorie de Chern-Simons, la 2-forme de courbure joue un rôle primordial.
Le tenseur de courbure de Riemann en géométrie riemannienne est un autre exemple de 2-forme de courbure.